# ايكوت أوزر
ايكوت أوزر (بالتركية: Aykut Özer) هو لاعب كرة قدم تركي وألماني في مركز حراسة المرمى، ولد في 1993 في هاناو في ألمانيا. شارك مع منتخب تركيا تحت 17 سنة لكرة القدم ومنتخب تركيا تحت 19 سنة لكرة القدم ومنتخب تركيا تحت 20 سنة لكرة القدم ومنتخب تركيا تحت 21 سنة لكرة القدم. أما مع النوادي، فقد لعب مع آينتراخت فرانكفورت ونادي كارديمير كارابوك سبور.

## وصلات خارجية
- ايكوت أوزر على موقع الاتحاد الدولي (مؤرشف)  (الإنجليزية)
- ايكوت أوزر على موقع الاتحاد الأوربي (الإنجليزية)
- ايكوت أوزر على موقع اتحاد تركيا (لاعب) (الإنجليزية)
- ايكوت أوزر على موقع قاعدة بيانات كرة القدم.إي يو (الإنجليزية)
- ايكوت أوزر على موقع بيانات كرة القدم. دي إي (الألمانية)
- ايكوت أوزر على موقع Soccerway.com (الإنجليزية)
- ايكوت أوزر على موقع عالم كرة القدم.نت (الإنجليزية)
- ايكوت أوزر على موقع AS.com (الإسبانية)
- ايكوت أوزر على موقع GSA (الإنجليزية)